# Reto Stiffler
Reto Stiffler, né à Davos le 25 février 1939 et mort le 10 janvier 2025, est un homme d'affaires suisse. Il est le 14e président du club de football belge du Standard de Liège, pendant plus de 10 ans (2000-2011).

## Biographie
Reto Stiffler est né le 25 février 1939 à Davos en Suisse. Dans sa jeunesse, il était un joueur de hockey sur glace.
Il a suivi des études d’hôtellerie à Lausanne. Il est le propriétaire de l'Hôtel Club à Davos.
Le 10 janvier 2025, il meurt en Suisse à l'age de 85 ans,.

## Standard de Liège
À la fin des années 1990, quand le club de football du Standard de Liège connut des problèmes financiers, l'homme d'affaires suisse Robert Louis-Dreyfus (ancien directeur général d'Adidas) sauva les Liégeois de la faillite à la demande de Lucien D'Onofrio et confia la présidence à son compatriote et ami d'enfance Reto Stiffler. Il succède à André Duchêne en octobre 2000. Il fut également impliqué dans le sauvetage de l'Olympique de Marseille début des années 1990.
Reto Stiffler vivait à Davos, en Suisse. Il a continué à y vivre, en dépit de son nouveau travail en tant que président du Standard. Par conséquent Luciano D'Onofrio a été nommé vice-président. Sous sa présidence, le Standard de Liège renoue avec son passé glorieux. Il remporte le titre national (2008 et 2009), la Supercoupe de Belgique (2008 et 2009) ainsi que la Coupe de Belgique (2011).
Après la mort de Robert Louis-Dreyfus, son épouse Margarita Louis-Dreyfus, nouvelle actionnaire majoritaire du Standard de Liège, décide de vendre ses actions. Une offre devait lui parvenir d'une société d'investissement hollandaise, Value8. Mais le 23 juin 2011, elle reçoit et accepte une offre d'environ 40 M€ de Roland Duchâtelet, qui rachète la totalité de ses parts ainsi que celles de Luciano D'Onofrio. Reto Stiffler, quitte donc ses fonctions à la présidence du club.